# Tiggy
Charlotte Vigel, também conhecida como Tiggy (Bornholm, 1970), é uma cantora e radialista dinamarquêsa. O estilo de Tiggy é semelhante aos outros artistas dinamarqueses de bubblegum dance como Aqua e Toy-Box, famosos por suas letras infantis e ritmos cativantes, embora várias de suas canções tenham um foco de fantasia mais medieval do que outros artistas de bubblegum dance. Seu principal hit é seu single de "Ring-A-Ling", do álbum de 1997 Fairy Tales de grande notoriedade mundial.

## Discografia

### Álbum de estúdio
- 1997: Fairy Tales
- 1999: Tiggy

### Singles
- "Ring-A-Ling" (1997)
- "Simsalabim" (1997)
- "Daddy's growth" (1997)
- "Waiting" (1997)
- "Sang in a feeling" (1998)
- "Abracadabra" (1998)
- "Fall" (1998)